# Јоркана (Пенсилванија)
Јоркана (енгл. Yorkana) град је у америчкој савезној држави Пенсилванија.

## Демографија
По попису из 2010. године број становника је 229, што је 10 (-4,2%) становника мање него 2000. године.
| Група             | 2000.       | 2010.       |
| Белци             | 236 (98,7%) | 218 (95,2%) |
| Афроамериканци    | 0 (0,0%)    | 2 (0,9%)    |
| Азијати           | 0 (0,0%)    | 0 (0,0%)    |
| Хиспаноамериканци | 3 (1,3%)    | 9 (3,9%)    |
| Укупно            | 239         | 229         |